# When I Fall in Love
When I Fall in Love is een lied geschreven door Victor Young (muziek) en Edward Heyman (tekst). Met name de covers van Nat King Cole en Miles Davis maakten het tot een bekende standard.
Het lied was voor het eerst te beluisteren in de film One Minute to Zero, waarin het instrumentaal werd uitgevoerd door Richard Hayman en zijn orkest. Doris Day en het koor van Norman Luboff, begeleid door het Carl Fischer Orkest op het Columbia label, zongen het lied op 5 juni 1952 naar nummer zeven in de Billboard Hot 100, waar het gedurende 14 weken bleef staan.
In 1956 was het de beurt aan Nat King Cole. Hij kreeg met het lied een hitnotering in het Verenigd Koninkrijk (plaats nummer 2) en deed hetzelfde in 1987 (een vierde plaats). In 1959 zong Johnny Matthis het opnieuw de Britse hitparade in, in 1961 gevolgd door Etta Jones aan de andere kant van de oceaan. The Lettermen herhaalden dat met een zevende plaats in de Amerikaanse hitlijst in 1961.
Tientallen jazzmusici maakten een opname van het lied, onder wie de trompettist-zanger Chet Baker, de saxofonisten Stan Getz en Ben Webster, de vocalisten Betty Carter en Joe Williams, trompettist Miles Davis, pianisten Bill Evans en Keith Jarrett, bandleider Stan Kenton, gitaristen Jim Hall, Sascha Distel en Bill Frisell, mondharmonicaspeler Toots Thielemans, en de vibrafonisten Johnny Lytle en Mike Mainieri.

## Donny Osmond
De eerste keer dat het lied de Nederlandse en Belgische hitlijsten haalde, was in een uitvoering van Donny Osmond. Het was een van zijn zeven hits in Nederland, al dan niet begeleid door zijn zus Marie Osmond. Het lied, dat nog steeds superromantisch gezongen wordt, haalde een Top 10-notering en stond op zijn studioalbum A time for us.
De B-kant Are You Lonesome Tonight? is een cover van het lied dat Elvis Presley de hitparades in zong.

### Hitnoteringen
Het kwam uit in een tijd dat de familie Osmond veelvuldig in de Nederlandse en Belgische hitlijsten voorkwam. Ten tijde van deze single stonden de Osmond Brothers met One Ticket To Anywhere in de lijst en Marie Osmond met Paper Roses. In Engeland werd een vierde plaats gehaald.

### Nederlandse Top 40
| Hitnotering: week 50/1973 t/m week 4/1974 | Hitnotering: week 50/1973 t/m week 4/1974 | Hitnotering: week 50/1973 t/m week 4/1974 | Hitnotering: week 50/1973 t/m week 4/1974 | Hitnotering: week 50/1973 t/m week 4/1974 | Hitnotering: week 50/1973 t/m week 4/1974 | Hitnotering: week 50/1973 t/m week 4/1974 | Hitnotering: week 50/1973 t/m week 4/1974 | Hitnotering: week 50/1973 t/m week 4/1974 |
| Week:                                     | 1                                         | 2                                         | 3                                         | 4                                         | 5                                         | 6                                         | 7                                         |                                           |
| ----------------------------------------- | ----------------------------------------- | ----------------------------------------- | ----------------------------------------- | ----------------------------------------- | ----------------------------------------- | ----------------------------------------- | ----------------------------------------- | ----------------------------------------- |
| Positie:                                  | 21                                        | 11                                        | 10                                        | 8                                         | 11                                        | 27                                        | 40                                        | uit                                       |

### Hilversum 3 Top 30 / Daverende 30
| Hitnotering: 15-12-1973 t/m 25-1-1974 | Hitnotering: 15-12-1973 t/m 25-1-1974 | Hitnotering: 15-12-1973 t/m 25-1-1974 | Hitnotering: 15-12-1973 t/m 25-1-1974 | Hitnotering: 15-12-1973 t/m 25-1-1974 | Hitnotering: 15-12-1973 t/m 25-1-1974 | Hitnotering: 15-12-1973 t/m 25-1-1974 |
| Week:                                 | 1                                     | 2                                     | 3                                     | 4                                     | 5                                     |                                       |
| ------------------------------------- | ------------------------------------- | ------------------------------------- | ------------------------------------- | ------------------------------------- | ------------------------------------- | ------------------------------------- |
| Positie:                              | 22                                    | 12                                    | 8                                     | 11                                    | 26                                    | uit                                   |

### Vlaamse Radio 2 Top 30
| Hitnotering: 12-1-1974 t/m 15-2-1974 | Hitnotering: 12-1-1974 t/m 15-2-1974 | Hitnotering: 12-1-1974 t/m 15-2-1974 | Hitnotering: 12-1-1974 t/m 15-2-1974 | Hitnotering: 12-1-1974 t/m 15-2-1974 | Hitnotering: 12-1-1974 t/m 15-2-1974 | Hitnotering: 12-1-1974 t/m 15-2-1974 |
| Week:                                | 1                                    | 2                                    | 3                                    | 4                                    | 5                                    |                                      |
| ------------------------------------ | ------------------------------------ | ------------------------------------ | ------------------------------------ | ------------------------------------ | ------------------------------------ | ------------------------------------ |
| Positie:                             | 14                                   | 9                                    | 21                                   | 16                                   | 19                                   | x                                    |

## Rick Astley
In 1987 was het in sommige landen de beurt aan Rick Astley.

### Hitnoteringen
Deze uitvoering haalde de hitlijsten van Australië, Duitsland, Engeland 9 (een tweede plaats), Oostenrijk, Zweden en Zwitserland. Opvallend is dat Astley moest concurreren met de versie van Nat King Cole, die opnieuw was uitgegeven.

### Nederlandse Top 40
| Hitnotering: week 51/1987 t/m week 7/1988 | Hitnotering: week 51/1987 t/m week 7/1988 | Hitnotering: week 51/1987 t/m week 7/1988 | Hitnotering: week 51/1987 t/m week 7/1988 | Hitnotering: week 51/1987 t/m week 7/1988 | Hitnotering: week 51/1987 t/m week 7/1988 | Hitnotering: week 51/1987 t/m week 7/1988 | Hitnotering: week 51/1987 t/m week 7/1988 | Hitnotering: week 51/1987 t/m week 7/1988 | Hitnotering: week 51/1987 t/m week 7/1988 |
| Week:                                     | 1                                         | 2                                         | 3                                         | 4                                         | 5                                         | 6                                         | 7                                         | 8                                         |                                           |
| ----------------------------------------- | ----------------------------------------- | ----------------------------------------- | ----------------------------------------- | ----------------------------------------- | ----------------------------------------- | ----------------------------------------- | ----------------------------------------- | ----------------------------------------- | ----------------------------------------- |
| Positie:                                  | 26                                        | 14                                        | 5                                         | 4                                         | 4                                         | 10                                        | 20                                        | 40                                        | uit                                       |

### Nationale Hitparade Top 100
| Hitnotering: 19-12-1987 t/m 11-3-1988 | Hitnotering: 19-12-1987 t/m 11-3-1988 | Hitnotering: 19-12-1987 t/m 11-3-1988 | Hitnotering: 19-12-1987 t/m 11-3-1988 | Hitnotering: 19-12-1987 t/m 11-3-1988 | Hitnotering: 19-12-1987 t/m 11-3-1988 | Hitnotering: 19-12-1987 t/m 11-3-1988 | Hitnotering: 19-12-1987 t/m 11-3-1988 | Hitnotering: 19-12-1987 t/m 11-3-1988 | Hitnotering: 19-12-1987 t/m 11-3-1988 | Hitnotering: 19-12-1987 t/m 11-3-1988 | Hitnotering: 19-12-1987 t/m 11-3-1988 | Hitnotering: 19-12-1987 t/m 11-3-1988 |
| Week:                                 | 1                                     | 2                                     | 3                                     | 4                                     | 5                                     | 6                                     | 7                                     | 8                                     | 9                                     | 10                                    | 11                                    |                                       |
| ------------------------------------- | ------------------------------------- | ------------------------------------- | ------------------------------------- | ------------------------------------- | ------------------------------------- | ------------------------------------- | ------------------------------------- | ------------------------------------- | ------------------------------------- | ------------------------------------- | ------------------------------------- | ------------------------------------- |
| Positie:                              | 38                                    | 11                                    | 3                                     | 3                                     | 3                                     | 10                                    | 15                                    | 26                                    | 38                                    | 58                                    | 82                                    | uit                                   |

### Vlaamse Radio 2 Top 30
| Hitnotering: 26-12-1987 t/m 26-2-1988 | Hitnotering: 26-12-1987 t/m 26-2-1988 | Hitnotering: 26-12-1987 t/m 26-2-1988 | Hitnotering: 26-12-1987 t/m 26-2-1988 | Hitnotering: 26-12-1987 t/m 26-2-1988 | Hitnotering: 26-12-1987 t/m 26-2-1988 | Hitnotering: 26-12-1987 t/m 26-2-1988 | Hitnotering: 26-12-1987 t/m 26-2-1988 | Hitnotering: 26-12-1987 t/m 26-2-1988 | Hitnotering: 26-12-1987 t/m 26-2-1988 | Hitnotering: 26-12-1987 t/m 26-2-1988 |
| Week:                                 | 1                                     | 2                                     | 3                                     | 4                                     | 5                                     | 6                                     | 7                                     | 8                                     | 9                                     |                                       |
| ------------------------------------- | ------------------------------------- | ------------------------------------- | ------------------------------------- | ------------------------------------- | ------------------------------------- | ------------------------------------- | ------------------------------------- | ------------------------------------- | ------------------------------------- | ------------------------------------- |
| Positie:                              | 24                                    | 5                                     | 2                                     | 2                                     | 3                                     | 5                                     | 4                                     | 10                                    | 12                                    | uit                                   |

## Celine Dion
Céline Dion zong het samen met Clive Griffin in voor de film Sleepless in Seattle. De filmmuziek van die film verkocht goed, de single verkocht wat minder, maar werd door Céline Dion opgenomen op haar album The colour of my love.

### Hitnoteringen
Deze uitvoering haalde de hitlijsten van Canada, de Verenigde Staten, Australië en Nieuw-Zeeland. In België (Vlaanderen) en het Verenigd Koninkrijk haalde het de hitlijsten niet, in Nederland bleef de plaat in de Tipparade steken en werd de Nederlandse Top 40 niet gehaald. Wél bereikte de plaat de 37e positie in de Mega Top 50.

### Mega Top 50
| Hitnotering: 22-1-1994 t/m 11-2-1994 | Hitnotering: 22-1-1994 t/m 11-2-1994 | Hitnotering: 22-1-1994 t/m 11-2-1994 | Hitnotering: 22-1-1994 t/m 11-2-1994 | Hitnotering: 22-1-1994 t/m 11-2-1994 |
| Week:                                | 1                                    | 2                                    | 3                                    |                                      |
| ------------------------------------ | ------------------------------------ | ------------------------------------ | ------------------------------------ | ------------------------------------ |
| Positie:                             | 41                                   | 37                                   | 47                                   | uit                                  |

## Andere uitvoering
Een instrumentale versie is te horen vertolkt door Keith Jarrett op Inside Out. Een liveduet van Anne Murray en Celine Dion verscheen in 1998 op het album An intimate evening with Anne Murray...Live.

## NPO Radio 2 Top 2000
| Nummer met noteringen in de NPO Radio 2 Top 2000 | '99  | '00  | '01  | '02 | '03  |
| ------------------------------------------------ | ---- | ---- | ---- | --- | ---- |
| When I Fall in Love (Nat King Cole)              | 1055 | 1534 | 1308 | -   | 1501 |

1. ↑  Een '-' betekent dat het nummer niet was genoteerd en een vetgedrukt getal geeft de hoogste notering aan.
2. ↑  Deze tabel is bijgewerkt tot en met de laatste editie (2024).